# تحت المجهر (برنامج)
تحت المجهر برنامج وثائقي أسبوعي من إنتاج قناة الجزيرة 
يبحث في القضايا السياسية المرتبطة بحياة الإنسان العربي اليومية ليجمع السياسي بالاجتماعي، والاقتصادي بالإنساني، ويقدم مضمونا جادا بقالب فني متميز من إخراج مخرجين عرب من كل العالم. قناة الجزيرة وجميع حلقاته باللغة العربية متاحة عبر موقع الجزيرة واليوتيوب فيديو ونص
تأسس البرنانمج عام 1999 عبر شبكة الجزيرة. وللبرنامج شق حول فلسطين بعنوان «فلسطين تحت المجهر» بدأ بثه على قناة الجزيرة عام 2003 
وتشرف على برنامجي تحت المجهر وفلسطين تحت المجهر منذ عام 2008 روان الضامن ويسلط برنامج تحت المجهر الضوء على قضية في كل حلقة أسبوعيا، منها إعلام الكراهية في 2015 ويسلط شهريا الضوء على قضية فلسطينية.